# Cypricercinae
Cypricercinae is een onderfamilie van kreeftachtigen uit de klasse van de Ostracoda (mosselkreeftjes).

## Geslachten
- Astenocypris G.W. Müller, 1912
- Bradleycypris McKenzie, 1982
- Bradleystrandesia Broodbakker, 1983
- Bradleytriebella Savatenalinton & Martens, 2009
- Cypricercus Sars, 1895
- Diaphanocypris Würdig & Pinto, 1990
- Nealecypris Savatenalinton & Martens, 2009
- Pseudostrandesia Savatenalinton & Martens, 2009
- Spirocypris Sharpe, 1903
- Strandesia Stuhlmann, 1888
- Tanycypris Triebel, 1959